# Bulusan (Tembalang)
Bulusan is een bestuurslaag in het regentschap Semarang van de provincie Midden-Java, Indonesië. Bulusan telt 6090 inwoners (volkstelling 2010).